# Bill Tiller
Bill Tiller es un diseñador, escritor y artista estadounidense de juegos de computadora. En LucasArts, fue el artista principal y director de arte de The Dig, el artista principal de fondo en The Curse of Monkey Island, y el artista principal en Indiana Jones and the Infernal Machine. Creó los juegos A Vampyre Story y Ghost Pirates of Vooju Island para Autumn Moon Entertainment, un estudio que cofundó con Mike Kirchoff en 2002. Trabajó como diseñador de juegos en el título de iOS Perils of Man.

## Carrera
Bill Tiller fue contratado por los juegos de aventuras de LucasArts por Collette Michaud en 1992 como animador de la versión de The Dig de Brian Moriarty. Permaneció en el proyecto durante todas sus encarnaciones y, en última instancia, fue el artista principal y director de arte en la versión final del juego. Fue el artista principal de fondo de The Curse of Monkey Island, y el artista principal de Indiana Jones and the Infernal Machine. En 2001, dejó LucasArts para trabajar en ArenaNet.
En 2002, cofundó Autumn Moon Entertainment para desarrollar sus propios juegos de aventuras. Su primer lanzamiento fue A Vampyre Story en 2008, seguido de Ghost Pirates of Vooju Island en 2009. Debido a problemas financieros con el editor de los juegos Autumn Moon, Crimson Cow, Tiller ha mantenido una carrera independiente en la industria. Sus cheques de regalías de su trabajo en Snuggle Truck le han permitido a Tiller seguir trabajando en sus propios juegos de aventuras. Antes del éxito de Snuggle Truck, Tiller se desempeñó como director de arte de MunkyFun, que es a su vez un estudio fundado por varios ex desarrolladores de LucasArts. En 2013, Tiller inició un esfuerzo de financiación colectiva para una precuela independiente por episodios de la saga A Vampyre Story llamada A Vampyre Story: Year One. La campaña de Kickstarter no tuvo éxito, sin embargo, el juego sigue en desarrollo. En 2013, Tiller colaboró con IF Games en Suiza como uno de los diseñadores de juegos para la aventura en 3D Perils of Man, que vio su lanzamiento en 2014. En agosto de 2014, Bill Tiller comenzó una campaña de Kickstarter para un spin-off de Ghost Pirates of Vooju Island titulado Duke Grabowski: Mighty Swashbuckler!.

## Videojuegos
| Año  | Título                                  | Notas                                                             |
| ---- | --------------------------------------- | ----------------------------------------------------------------- |
| 1993 | Star Wars: Rebel Assault                | Artista (LucasArts)                                               |
| 1994 | Super Star Wars: Return of the Jedi     | Artista (LucasArts)                                               |
| 1994 | Indiana Jones' Greatest Adventures      | Artista (LucasArts)                                               |
| 1995 | Full Throttle                           | Artista (LucasArts)                                               |
|      | The Dig                                 | Artista principal, director de arte (LucasArts)                   |
| 1997 | Outlaws                                 | Artista (LucasArts)                                               |
|      | The Curse of Monkey Island              | Artista principal de fondo (LucasArts)                            |
| 1999 | Indiana Jones y la Máquina Infernal     | Artista principal (LucasArts)                                     |
| 2002 | El Señor de los Anillos: las dos torres | Director de arte (Stormfront Studios)                             |
| 2008 | A Vaampyre Story                        | Líder de proyecto, artista, escritor (Autummn Moon Entertainment) |
| 2009 | Ghost Pirates of Vooju Island           | Líder de proyecto, artista, escritor (Autummn Moon Entertainment) |
| 2011 | Bounty Bots                             | Director de arte (Munky Fun)                                      |
|      | Snuggle Truck                           | Artista (Owlchemy Labs)                                           |
| 2013 | Jack Lumber                             | Artista (Owlchemy Labs)                                           |
| 2014 | Perils of Man                           | Diseñador de videojuegos (IF Games)                               |
| 2015 | Skylanders: Imaginators                 | Artista conceptual sénior (Activision)                            |
| 2016 | Duke Grabowski: Mighty Swashbuckler!    | Líder de proyecto, artista, escritor (Venture Moon Industries)    |